# Marcelo Schenker
Marcelo Ruben Schenker (Martínez, 4 aprile 1970) è un ex calciatore argentino, di ruolo attaccante.

## Carriera
Cresciuto nelle giovanili del San Lorenzo, esordisce in prima squadra giocandovi 6 partite nella prima divisione argentina durante la stagione 1989-1990. Tra il 1992 ed il 1993 ha giocato nella terza divisione argentina con il Tigre.
Nella stagione 1993-1994 ha giocato una partita nella seconda divisione austriaca con la maglia del LASK, vincendo il campionato e conquistando di conseguenza una promozione in prima divisione.

## Palmarès

### Club

#### Competizioni nazionali
- Erste Liga: 1

LASK Linz: 1993-1994